# 金崇城
金崇城，贵州黃平人，清朝政治人物、同進士出身。
道光九年（1829年）己丑科進士，三甲八十八名，后事不詳。